# Finally Enough Love: 50 Number Ones
«Finally Enough Love: 50 Number Ones» — альбом танцевальных ремиксов песен Мадонны. Выпущен в 2022 году лейблом Warner Records. Сокращенное 16-трековое издание альбома, названное просто Finally Enough Love, было предварительно выложено на стриминговые сервисы 24 июня 2022 года, а полное 50-трековое издание и все физические форматы были выпущены 19 августа 2022 года. Альбом ознаменовал достижение Мадонной рекордного показателя в 50 хитов номер один в американском танцевальном хит-параде Billboard Dance Club Songs, что является самым большим показателем среди всех исполнителей в одном чарте Billboard. Название происходит от текста её 50-го чарттоппера, «I Don’t Search I Find» (2020). Он также стал первым релизом в рамках многолетней кампании по переизданию, проводимой компанией Warner в честь 40-летия звукозаписывающей карьеры Мадонны.
Альбом Finally Enough Love возглавил альбомные чарты Австралии, Бельгии, Португалии, франкоязычной Швейцарии (Romandie), Нидерландов и международный альбомный чарт Хорватии, а также вошел в пятерку лучших во Франции, Германии, Венгрии, Италии, Ирландии, Испании, Швейцарии и Великобритании. Альбом дебютировал на восьмом месте в US Billboard 200, сделав Мадонну первой женщиной-исполнителем, альбом которой вошёл в первую десятку за последние пять десятилетий подряд (1980—2020-е годы). Мадонна также стала первой женщиной, альбом которой стал первым в Австралии в пяти разных десятилетиях.

## История
22 февраля 2020 года Мадонна в 50-й раз возглавила танцевальный хит-парад Billboard Dance Club Songs с синглом «I Don’t Search I Find» с альбома Madame X, её последнего релиза с Interscope Records. Она стала первым в истории исполнителем, на счету которого не менее 50 песен номер один в одном чартов Billboard, а также в пяти десятилетиях. Мадонна выразила свою благодарность в заявлении для Billboard: «Танец — моя первая любовь […] поэтому каждый раз, когда одна из моих песен отмечается в клубах и попадает в чарты, я чувствую себя как дома».
В августе 2021 года, совпав со своим 63-м днём рождения, Мадонна официально объявила о своем возвращении в Warner Records в рамках глобального партнёрства, по которому лейблу передается весь её каталог записанной музыки, включая три последних альбома Interscope. Согласно контракту, Мадонна запустила серию переизданий каталога, начиная с 2022 года. В январе 2022 года Мадонна сообщила в Instagram, что работает над альбомом ремиксов под названием Remix Revolution. Она поделилась фотографиями, на которых она в студии звукозаписи совершенствует 50 танцевальных ремиксов вместе с Майком Дином при небольшой помощи Хани Дижона.
Релиз был окончательно анонсирован 4 мая 2022 года с названием Finally Enough Love: 50 Number Ones, которое взято из текста песни «I Don’t Search I Find». Что касается названия, Мадонна объяснила:

Я назвала эту пластинку «Finally Enough Love», потому что в конце концов любовь — это то, что заставляет мир крутиться. Кроме того, она отражает одну из моих самых больших любовей в жизни — танцы. Я люблю танцевать, и я люблю вдохновлять людей танцевать — так что 50 танцевальных хитов номер один — это большая любовь, которой можно поделиться.

В альбом вошли все танцевальные чарттопперы Мадонны, за исключением «Causing a Commotion», а также по одной песне с двух её двойных А-сайдов, «Lucky Star» (в паре с «Holiday») и «Angel» (в паре с «Into the Groove»). До того, как в феврале 1991 года правила чарта были изменены, и в него не попадали целые альбомы, весь альбом ремиксов Мадонны 1987 года You Can Dance возглавлял чарт; в него вошли три из семи стандартных треков альбома. В альбом также вошли пять ранее не издававшихся ремиксов — «Keep It Together», «American Life», «Nothing Fails», «Turn Up the Radio» и «Living for Love» — от Felix Da Housecat, Tracy Young и Offer Nissim. Куратором коллекции ремиксов выступила сама Мадонна, а Майк Дин сделал ремастеринг всех треков.

## Релиз и продвижение
Существует два основных релиза альбома: полное 50-трековое издание под названием Finally Enough Love: 50 Number Ones и сокращенное 16-трековое издание под сокращённым названием Finally Enough Love. Оба издания были выпущены для продажи на компакт-дисках (CD), виниле (LP) и в виде цифрового альбома. 16-трековое издание было предварительно выпущено на стриминговых сервисах 24 июня 2022 года, а 50-трековое издание и все остальные форматы были выпущены 19 августа 2022 года.
Песня «Into the Groove» (You Can Dance Remix Edit) была выпущена в цифровом формате 4 мая 2022 года, чтобы сопровождать анонс альбома. Она заняла 14 место в чарте Billboard Dance/Electronic Digital Song Sales за неделю 21 мая 2022 года. Четыре дополнительные песни были доступны на цифровой платформе до выхода альбома — «Deeper and Deeper» (David's Radio Edit), «Ray of Light» (Sasha Ultra Violet Mix Edit), «Holiday» (7" Version) и «Impressive Instant» (Peter Rauhofer’s Universal Radio Mixshow Mix) — вместе с сопровождающими их музыкальными видео на YouTube.
10 августа Мадонна рекламировала альбом на шоу The Tonight Show Starring Jimmy Fallon и исполнила песню «Music» в сегменте «Classroom Instruments». В тот же день Мадонна отметила выход альбома вечеринкой в стиле роликовой дискотеки в DiscOasis в Центральном парке Нью-Йорка. Questlove выступал в качестве диджея на мероприятии, крутя самые известные песни Мадонны, а также классику диско на протяжении всей ночи.

## Отзывы
| Оценки критиков       | Оценки критиков |
| Источник              | Оценка          |
| --------------------- | --------------- |
| AllMusic              | [ 16 ]          |
| AllMusic (16-track)   | [ 17 ]          |
| Pitchfork (16-track)  | 6.5/10          |
| Polityka              | [ 19 ]          |
| Rolling Stone Germany | [ 20 ]          |

Альбом получил положительные отзывы музыкальных критиков. Старший редактор AllMusic Стивен Томас Эрлевайн заявил, что альбом «выдвигает артистизм Мадонны на передний план, поскольку он показывает музыканта, который постоянно взаимодействует с модой, тенденциями и инновациями». Хотя 16-трековое издание «естественно бледнеет по сравнению с родительским набором», он сказал, что его концентрация и миксы все же позволяют «почувствовать свежесть [и] представляют портрет Мадонны как танцевального артиста, а не поп-звезды». Бен Кардью из Pitchfork считает, что подборки Мадонны для 16-трекового издания «предлагают любопытный искаженный взгляд назад на её историю на танцполе», и указал на меньшее количество имен ремиксеров, которые «чрезмерно представлены во второй половине альбома».
Тамара Палмер с сайта Grammy.com поставила Мадонну в один ряд с другими артистами, которые «возродили искусство ремикса» в 2022 году. Она также утверждает, что Finally Enough Love возвращает концепцию крупнобюджетного альбома ремиксов в центр внимания мейнстримной музыки. Бартек Чачиньски из Polityka сказал, что альбом «хорошо объясняет феномен артистки, которая, с точки зрения издательского дела, сделала свои первые шаги в период упадка диско, а позже её песни сопровождали господство хауса на танцполах или безумие вокруг EDM». Сассан Ниассери из Rolling Stone Germany назвал альбом «довольно уверенным заявлением», которое демонстрирует изменение спроса на вариации, созданные специально для танцпола, на протяжении четырёх десятилетий.

## Коммерческий успех
По словам представителя Rhino Records, предварительные продажи винилового формата альбома Finally Enough Love: 50 Number Ones были релизованы менее чем за 48 часов. Finally Enough Love занял восьмое место в Billboard 200 с 30 000 единиц, эквивалентных альбому. Он стал самым продаваемым альбомом недели с чистыми продажами в 28 000 единиц, состоящими из 23 000 физических и 5 000 цифровых копий. Тем самым Мадонна стала первой женщиной, альбомы которой вошли в десятку лучших в каждом из последних пяти десятилетий, с 1980-х по 2020-е годы; среди женщин только Барбра Стрейзанд имеет альбомы, вошедшие в десятку лучших в большем числе десятилетий — шесть (1960—2010-е годы), но кроме последнего. Мадонна стала 10-й в почётном ряду подобных рекордсменов пяти последних десятилетий вместе с мужскими коллективами и солистами: AC/DC, Def Leppard, Пол Маккартни, Metallica, Оззи Осборн, Роберт Плант, Принс, Брюс Спрингстин и Джеймс Тейлор. Finally Enough Love — первый альбом ремиксов, достигший первой десятки в Billboard 200 с 2014 года, и самый рейтинговый электронный/танцевальный альбом ремиксов с 2010 года. Кроме того, альбом занял первое место в Top Dance/Electronic Albums и в Top Current Album Sales, а также Vinyl Albums, разойдясь тиражом 12 000 копий на виниле, что стало крупнейшей неделей продаж виниловых альбомов Мадонны с тех пор, как Luminate Data начала отслеживать продажи в 1991 году.

## Список треков
| №                   | Название                                                                             | Автор(ы)                                                                                               | Длительность |
| ------------------- | ------------------------------------------------------------------------------------ | --- | ------------ |
| 1.                  | «Holiday» (7" Version)                                                               | Lisa Stevens Curtis Hudson                                                                             | 4:18         |
| 2.                  | «Like a Virgin» (7" Version)                                                         | William Steinberg Thomas Kelly                                                                         | 3:36         |
| 3.                  | «Material Girl» (7" Version)                                                         | Peter Brown Robert Rans                                                                                | 3:58         |
| 4.                  | «Into the Groove» (You Can Dance Remix Edit)                                         | Madonna Stephen Bray                                                                                   | 4:44         |
| 5.                  | «Open Your Heart» (Video Version)                                                    | Madonna Gardner Cole Peter Rafelson                                                                    | 4:26         |
| 6.                  | «Physical Attraction» (You Can Dance Remix Edit)                                     | Reggie Lucas                                                                                           | 3:52         |
| 7.                  | «Everybody» (You Can Dance Remix Edit)                                               | Madonna                                                                                                | 4:34         |
| 8.                  | «Like a Prayer» (7" Remix Edit)                                                      | Madonna Patrick Leonard                                                                                | 5:42         |
| 9.                  | «Express Yourself» (Remix Edit)                                                      | Madonna Bray                                                                                           | 4:59         |
| 10.                 | «Keep It Together» (Alternate Single Remix)                                          | Madonna Bray                                                                                           | 4:51         |
| 11.                 | «Vogue» (Single Version)                                                             | Madonna Shep Pettibone                                                                                 | 4:20         |
| 12.                 | «Justify My Love» (Orbit Edit)                                                       | Madonna Ingrid Chavez Lenny Kravitz                                                                    | 4:31         |
| 13.                 | «Erotica» (Underground Club Mix)                                                     | Madonna Anthony Shimkin Pettibone                                                                      | 4:52         |
| 14.                 | «Deeper and Deeper» (David's Radio Edit)                                             | Madonna Shimkin Pettibone                                                                              | 4:02         |
| 15.                 | «Fever» (Radio Edit)                                                                 | John Davenport Eddie Cooley                                                                            | 5:07         |
| 16.                 | «Secret» (Junior's Luscious Single Mix)                                              | Madonna Dallas Austin                                                                                  | 4:15         |
| 17.                 | «Bedtime Story» (Junior's Single Mix)                                                | Björk Marius De Vries Nellee Hooper                                                                    | 4:52         |
| 18.                 | «Don’t Cry for Me Argentina» (Miami Mix Edit)                                        | Timothy Rice                                                                                           | 4:28         |
| 19.                 | «Frozen» (Extended Club Mix Edit)                                                    | Madonna Leonard                                                                                        | 4:36         |
| 20.                 | «Ray of Light» (Sasha Ultra Violet Mix Edit)                                         | Madonna Dave Curtiss Clive Muldoon Christine Leach William Orbit                                       | 5:06         |
| 21.                 | «Nothing Really Matters» (Club 69 Radio Mix)                                         | Madonna Leonard                                                                                        | 3:43         |
| 22.                 | «Beautiful Stranger» (Calderone Radio Mix)                                           | Madonna Orbit                                                                                          | 4:02         |
| 23.                 | «American Pie» (Richard "Humpty" Vission Radio Mix)                                  | Don McLean                                                                                             | 4:25         |
| 24.                 | «Music» (Deep Dish Dot Com Radio Edit)                                               | Madonna Mirwais Ahmadzaï                                                                               | 4:11         |
| 25.                 | «Don’t Tell Me» (Thunderpuss Video Remix)                                            | Madonna Joe Henry Ahmadzaï                                                                             | 4:08         |
| 26.                 | «What It Feels Like for a Girl» (Above and Beyond Radio Edit)                        | Madonna David Torn Guy Sigsworth                                                                       | 3:43         |
| 27.                 | «Impressive Instant» (Peter Rauhofer's Universal Radio Mixshow Mix)                  | Madonna Ahmadzaï                                                                                       | 5:30         |
| 28.                 | «Die Another Day» (Deepsky Radio Edit)                                               | Madonna Ahmadzaï                                                                                       | 4:06         |
| 29.                 | «American Life» (Felix da Housecat's Devin Dazzle Edit)                              | Madonna Ahmadzaï                                                                                       | 3:21         |
| 30.                 | «Hollywood» (Calderone & Quayle Edit)                                                | Madonna Ahmadzaï                                                                                       | 3:59         |
| 31.                 | «Me Against the Music» (Peter Rauhofer Radio Mix; Britney Spears featuring Madonna)  | Britney Spears Thabiso Nkhereanye Gary O'Brien Madonna Terius Nash Christopher Stewart Penelope Magnet | 3:42         |
| 32.                 | «Nothing Fails» (Tracy Young's Underground Radio Edit)                               | Madonna Jem Griffiths Sigsworth                                                                        | 4:30         |
| 33.                 | «Love Profusion» (Ralphi Rosario House Vocal Edit)                                   | Madonna Ahmadzaï                                                                                       | 3:55         |
| 34.                 | «Hung Up» (SDP Extended Vocal Edit)                                                  | Madonna Stuart Price Benny Andersson Björn Ulvaeus                                                     | 4:56         |
| 35.                 | «Sorry» (PSB Maxi Mix Edit)                                                          | Madonna Price                                                                                          | 4:31         |
| 36.                 | «Get Together» (Jacques Lu Cont Vocal Edit)                                          | Madonna Anders Bagge Peer Åström Price                                                                 | 4:22         |
| 37.                 | «Jump» (Axwell Remix Edit)                                                           | Madonna Henry Price                                                                                    | 4:44         |
| 38.                 | «4 Minutes» (Bob Sinclar Space Funk Edit; featuring Justin Timberlake and Timbaland) | Madonna Justin Timberlake Timothy Mosley Nathaniel Hills                                               | 3:22         |
| 39.                 | «Give It 2 Me» (Eddie Amador Club 5 Edit)                                            | Madonna Pharrell Williams                                                                              | 4:55         |
| 40.                 | «Celebration» (Benny Benassi Remix Edit)                                             | Madonna Ciaran Gribbin Ian Green Paul Oakenfold                                                        | 3:58         |
| 41.                 | «Give Me All Your Luvin'» (Party Rock Remix; featuring LMFAO and Nicki Minaj)        | Madonna Maritn Picandet Michael Tordjman Maya Arulpragasam Onika Maraj                                 | 3:59         |
| 42.                 | «Girl Gone Wild» (Avicii's UMF Mix)                                                  | Madonna Jenson Vaughan Benny Benassi Alle Benassi                                                      | 5:14         |
| 43.                 | «Turn Up the Radio» (Offer Nissim Remix Edit)                                        | Madonna Jade Williams Solveig Tordjman                                                                 | 4:54         |
| 44.                 | «Living for Love» (Offer Nissim Promo Mix)                                           | Madonna Uzoechi Emenike Maureen McDonald Toby Gad Thomas Pentz Ariel Rechtshaid                        | 5:52         |
| 45.                 | «Ghosttown» (Dirty Pop Intro Mix)                                                    | Madonna Evan Bogart Sean Douglas Jason Evigan                                                          | 5:20         |
| 46.                 | «Bitch I'm Madonna» (Sander Kleinenberg Video Edit; featuring Nicki Minaj)           | Madonna McDonald Gad Pentz Rechtshaid Sophie Xeon Maraj                                                | 3:21         |
| 47.                 | «Medellín» (Offer Nissim Madame X in the Sphinx Mix; with Maluma)                    | Madonna Edgar Barrera Ahmadzaï Juan Londono                                                            | 5:28         |
| 48.                 | «I Rise» (Tracy Young's Pride Intro Radio Remix)                                     | Madonna Brittany Hazzard Evigan                                                                        | 3:50         |
| 49.                 | «Crave» (Tracy Young Dangerous Remix; featuring Swae Lee)                            | Madonna Hazzard Mike Dean Khalif Brown                                                                 | 4:46         |
| 50.                 | «I Don’t Search I Find» (Honey Dijon Radio Mix)                                      | Madonna Ahmadzaï                                                                                       | 5:22         |
| Общая длительность: | Общая длительность:                                                                  | Общая длительность:                                                                                    | 223:18       |

| №                   | Название                                                          | Длительность |
| ------------------- | ----------------------------------------------------------------- | ------------ |
| 1.                  | «Everybody» (You Can Dance Remix Edit)                            | 4:34         |
| 2.                  | «Into the Groove» (You Can Dance Remix Edit)                      | 4:44         |
| 3.                  | «Like a Prayer» (7" Remix Edit)                                   | 5:42         |
| 4.                  | «Express Yourself» (Remix Edit)                                   | 4:59         |
| 5.                  | «Vogue» (Single Version)                                          | 4:20         |
| 6.                  | «Deeper and Deeper» (David's Radio Edit)                          | 4:02         |
| 7.                  | «Secret» (Junior's Luscious Single Mix)                           | 4:15         |
| 8.                  | «Frozen» (Extended Club Mix Edit)                                 | 4:36         |
| 9.                  | «Music» (Deep Dish Dot Com Radio Edit)                            | 4:11         |
| 10.                 | «Hollywood» (Calderone & Quayle Edit)                             | 3:59         |
| 11.                 | «Hung Up» (SDP Extended Vocal Edit)                               | 4:56         |
| 12.                 | «Give It 2 Me» (Eddie Amador Club 5 Edit)                         | 4:55         |
| 13.                 | «Girl Gone Wild» (Avicii's UMF Mix)                               | 5:14         |
| 14.                 | «Living for Love» (Offer Nissim Promo Mix)                        | 5:52         |
| 15.                 | «Medellín» (Offer Nissim Madame X in the Sphinx Mix; with Maluma) | 5:28         |
| 16.                 | «I Don't Search I Find» (Honey Dijon Radio Mix)                   | 5:22         |
| Общая длительность: | Общая длительность:                                               | 77:09        |

## Чарты
| Чарт (2022)                             | Высшая позиция |
| --------------------------------------- | -------------- |
| Австралия (ARIA)                        | 1              |
| Австрия (Ö3 Austria)                    | 7              |
| Бельгия/Фландрия (Ultratop)             | 1              |
| Бельгия/Валлония (Ultratop)             | 1              |
| Канада (Canadian Albums Chart)          | 7              |
| Чехия (ČNS IFPI)                        | 13             |
| Хорватия (HDU)                          | 1              |
| Дания (Danish Vinyl, Hitlisten)         | 2              |
| Нидерланды (Album Top 100)              | 1              |
| Финляндия (Suomen virallinen lista)     | 18             |
| Франция (SNEP)                          | 2              |
| Германия (Offizielle Top 100)           | 2              |
| Греция (IFPI)                           | 39             |
| Венгрия (MAHASZ)                        | 3              |
| Ирландия (Irish Albums Chart)           | 2              |
| Италия (Classifica album)               | 2              |
| Япония (Oricon)                         | 22             |
| Япония (Billboard Japan)                | 25             |
| Новая Зеландия (RMNZ)                   | 39             |
| Польша (ZPAV)                           | 9              |
| Португалия (AFP)                        | 1              |
| Шотландия (Scottish Albums Chart)       | 2              |
| Словакия (ČNS IFPI)                     | 89             |
| Испания (PROMUSICAE)                    | 2              |
| Швеция (Sverigetopplistan)              | 37             |
| Швейцария (Schweizer Hitparade)         | 2              |
| Великобритания (UK Albums Chart)        | 3              |
| США (Billboard 200)                     | 8              |
| США (Billboard Dance/Electronic Albums) | 1              |